# Красноголовый нырок
Красноголо́вый ныро́к (лат. Aythya ferina) — нырковая утка средней величины, распространённая в умеренных широтах Европы и Сибири, а также в небольшой области на севере Африки. Наибольшей численности достигает в полосе лесостепей и в южной части зоны лесов. Гнездится по берегам крупных водоёмов с обширными плёсами открытой воды, где часто встречается смешанными стаями в компании с хохлатой чернетью. Зимует в Западной и Южной Европе, Африке, Японии и тропической Азии. Объект промысловой и спортивной охоты.

## Описание

### Внешний вид
Среднего размера нырковая утка с коротким хвостом и длинной шеей. Выглядит заметно меньше кряквы: длина тела 42—49 см, размах крыльев 720—820 мм, масса самцов 585—1300 г, масса самок 467—1100 г. У селезня в брачном наряде голова и зоб каштаново-красные либо рыжие, грудь и область вокруг хвоста чёрные (грудь с заметным блеском), спина и бока светло-серые с мелкими поперечными пестринами (при ярком дневном свете эти области выглядят беловатыми), радужина красная. «Зеркальце» на крыле отсутствует. У самки общий тон оперения буровато-серый со струйчатым светло-серым рисунком на спине и боках. Голова тёмно-бурая с более светлыми участками на горле и около клюва. Бока рыжеватые, брюхо грязно-белое, радужина тёмно-коричневая. Летний наряд самца и самки похож на брачный, однако несколько более тусклый, с буроватыми оттенками вместо чёрного у селезня и грязновато-бурыми кроющими у утки. У обоих полов клюв достаточно длинный, черноватый в основании и на конце, голубовато-серый посередине. Надклювье вогнутое, в основании плавно, без изгиба, переходит в область лба, а на конце имеет небольшой крючок. Молодые птицы похожи на самку летом, но имеют более монотонный окрас спины.

### Отличия от схожих видов
Красноголовый нырок имеет внешнее сходство с родственными северо-американскими видами — американским (Aythya americana) и длинноносым (Aythya valisineria) красноголовыми нырками. Американский нырок имеет более округлую форму головы, почти полностью (за исключением кончика) голубовато-серый клюв и золотисто-жёлтую радужину. Длинноносый нырок обладает более вытянутой формой головы и значительно более длинным и прямым чёрным клювом.

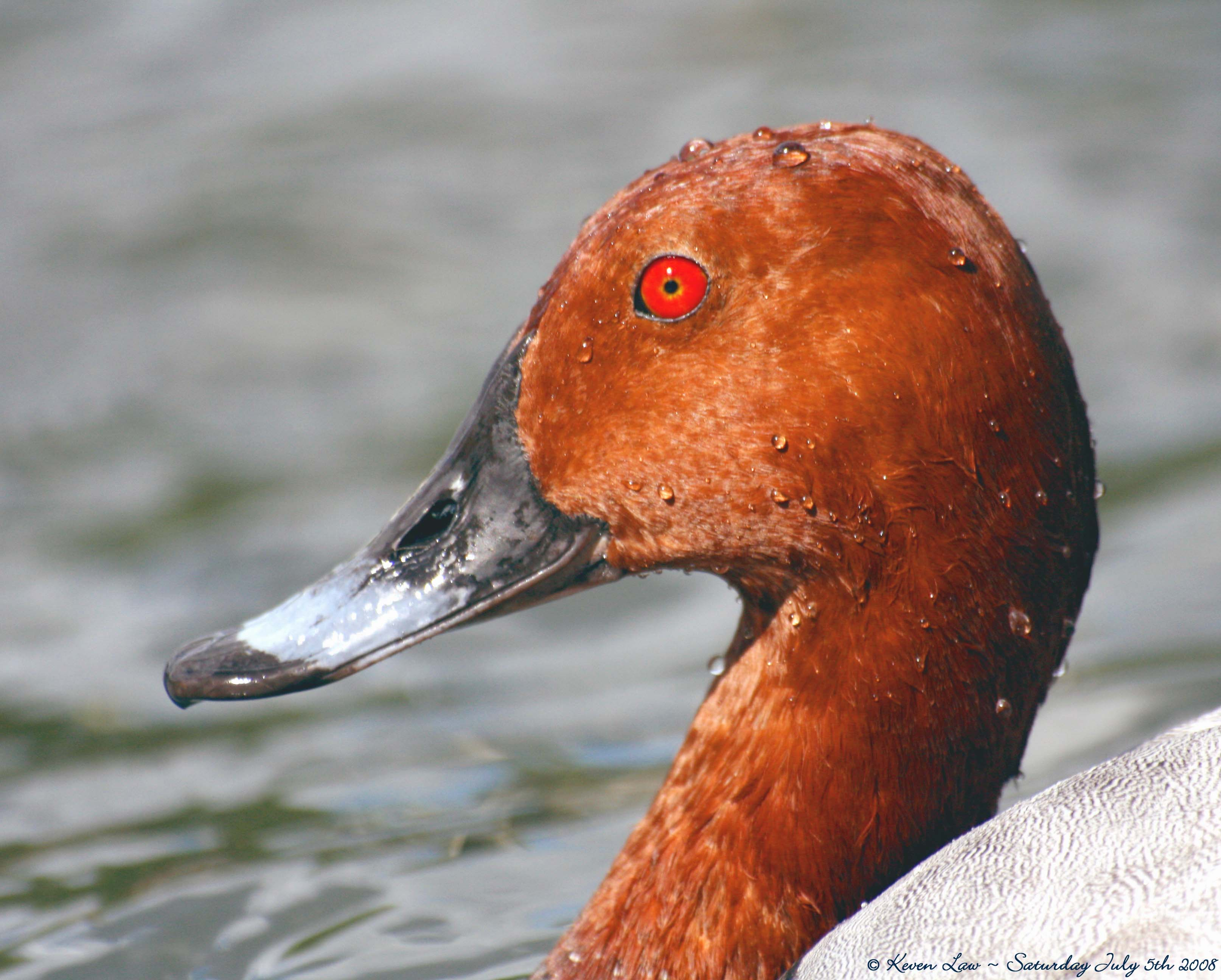
Голова самца

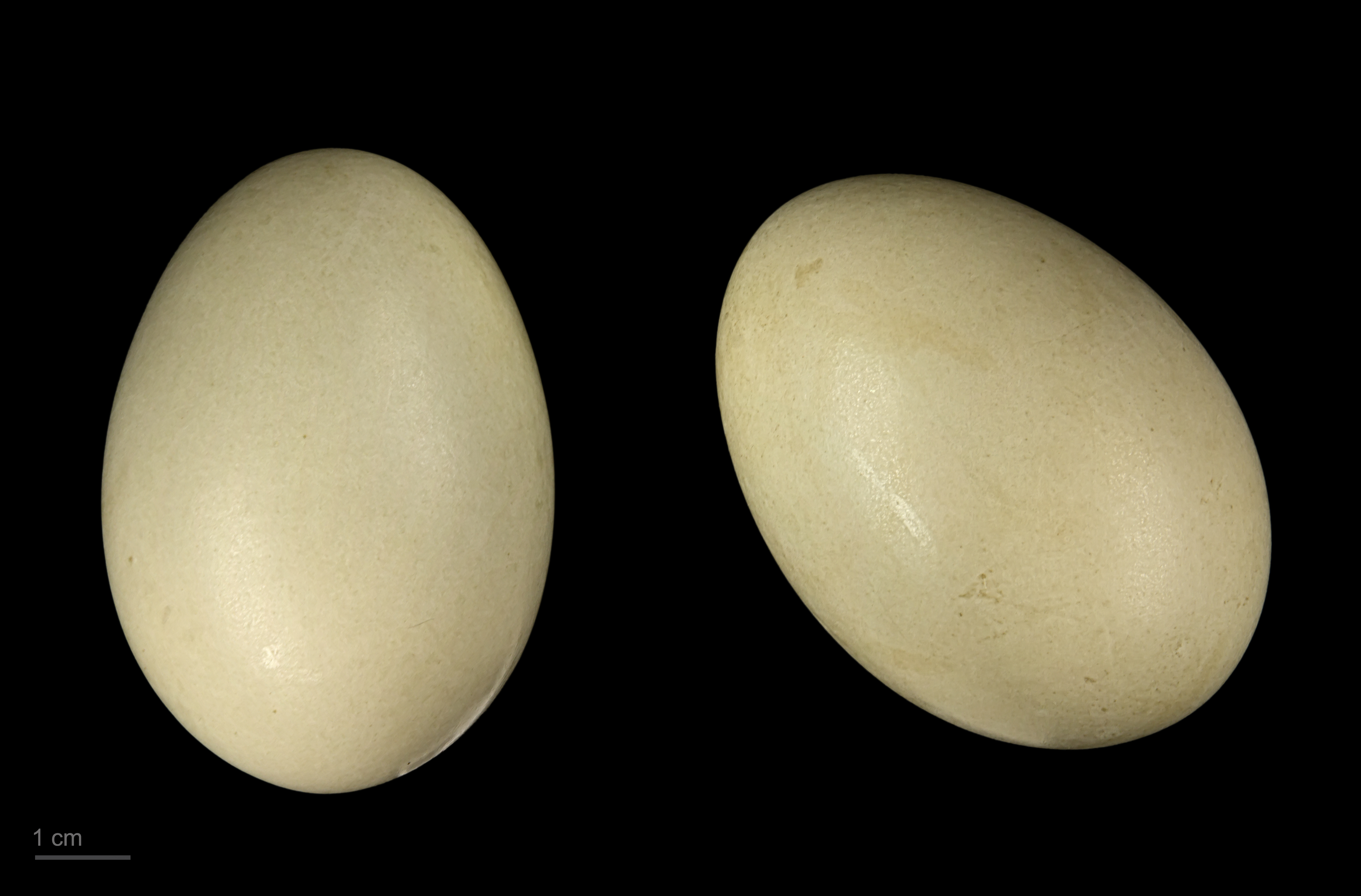
яйцо Aythya ferina — Тулузский музеум

### Голос
В целом молчаливая утка. Токующий самец издаёт типичный для нырковых уток негромкий свист, в конце внезапно переходящий в короткий носовой крик, отдалённо напоминающий звук отрекошеченной пули. Во время также часто издаёт серию резких коротких свистов «ки-ки-ки», состоящую из трёх или четырёх слогов. Голос самки — резкое хриплое «кррр», иногда издаваемое на лету.

### Поведение
Большую часть времени проводит на воде, хорошо ныряет на глубину до 2,5 м, проводя под водой в среднем около 20 секунд. На поверхности воды сидит достаточно глубоко, опустив хвост. Взлетает тяжело, с длинного разбега, однако летит быстро, с шумными взмахами крыльев. Ноги смещены назад, поэтому птица на суше передвигается неуклюже, вперевалку, и держится при этом почти вертикально. В местах гнездовий летает небольшими плотными стайками, низко над водой. На воде часто держится в компании хохлатых чернетей, однако в добыче корма с ними не конкурирует, поскольку в отличие от чернети в сезон размножения питается преимущественно растительными кормами и часто ночью. На зимовках сбивается в крупные стаи.

## Распространение

### Гнездовой ареал
Изначально птица преимущественно зоны степей, однако в XIX-XX веках область распространения значительно расширилась в сторону Западной и Северной Европы, где ранее птицы не отмечались. Среди возможных причин этой экспансии называют как пересыхание водоёмов в местах природного обитания, так и возникновение подходящих для размножения озёр в промышленно-развитых странах Запада. В настоящее время гнездовой ареал охватывает обширную территорию Евразии от Исландии,Британских островов, Франции и южной части Пиренейского полуострова на восток до Забайкалья: долины среднего Вилюя, долины Чары, Витимского плоскогорья и озера Орокнор. В Европе наиболее многочисленен в Бельгии, Нидерландах, местами в Северной, Центральной и Восточной Европе. Во Франции, Испании, Португалии и приморских районах северо-восточного Алжира и северо-западного Туниса редок и встречается главным образом зимой.
К северу поднимается в Швеции до Ботнического залива, средней Финляндии, южных районов Карелии, Онежского озера, восточнее приблизительно до 60° с. ш., в бассейнах Оби, Енисея и Нижней Тунгуски примерно до 64° с. ш., до долины среднего Вилюя. К югу до средней Франции, Югославии, Греции, Малой Азии, озера Севан, в промежутке между Волгой и Уральским хребтом до 48° с. ш., западнее Мугоджар до 47° с. ш., в центральном Казахстане до 48° с. ш., до озёр Зайсан и Орокнор, возможно на северо-востоке Китая в районе Цайдама.

### Миграции
Частично перелётная птица. Популяции Западной и Южной Европы ведут оседлый образ жизни, тогда как в северных и восточных частях ареала мигрирует на дальние расстояния. Из Скандинавии, северной Германии, Польши и севера европейской части России птицы перемещаются в западном и юго-западном направлении, достигая Британских островов, Нидерландов и Западной Африки. Из Южной и Центральной Европы, юга России, Западной и Центральной Сибири, Казахстана и республик Средней Азии птицы мигрируют в прибрежные области Средиземного и Чёрного морей, Восточную Африку, западной и южное побережье Каспия, Иран и Индию. Восточные популяции держат курс на восток и юго-восток, достигая материковой Юго-Восточной Азии, южного Китая и Японских островов.

### Местообитания
В гнездовой период населяет разнообразные внутренние водоёмы: озёра, болота, тихие равнинные реки с глубиной до 6 м с большими пространствами открытой воды и богатые подводными макрофитами. Для размножения, как правило, используют прибрежные заросли тростника либо иной околоводной растительности. Как правило, встречается в низинной местности, однако в Цайдаме и Тибете поднимается в горы на высоту до 2600 м над уровнем моря. Зимой занимает аналогичные ландшафты, а также морские заливы, эстуарии с зоной отливов и приливов, водохранилища, разливы рек и запруды рек в Африке.

## Размножение

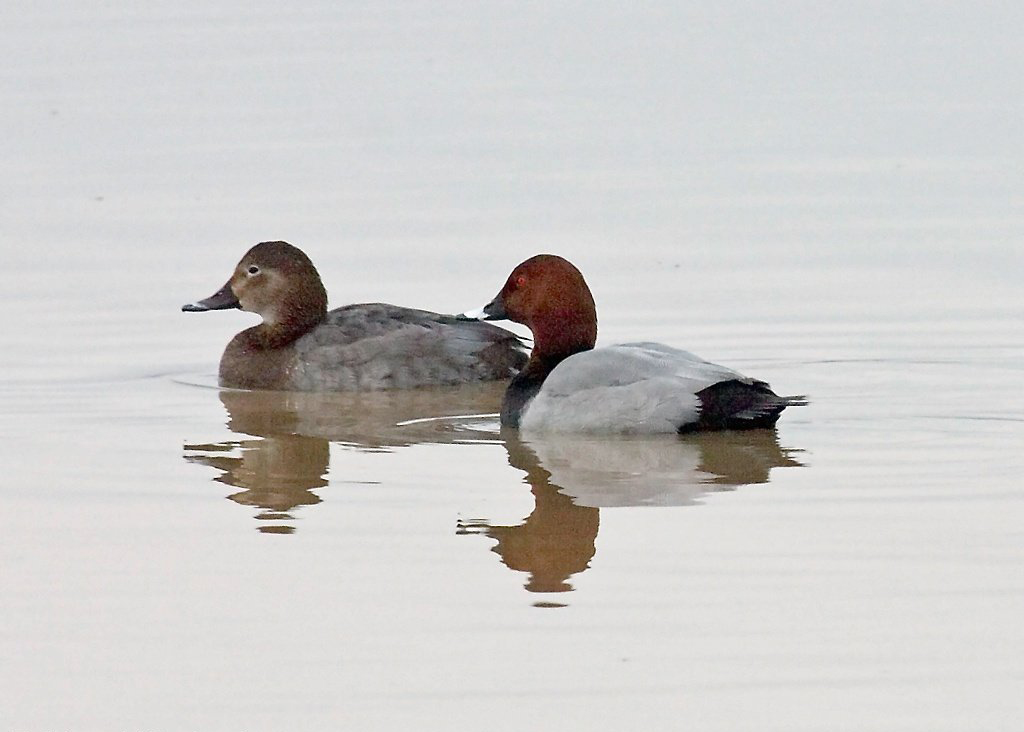
Пара птиц

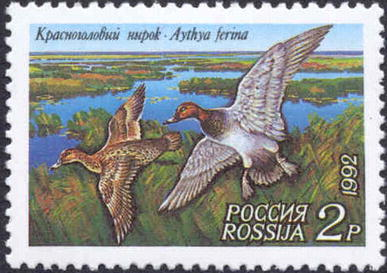
Почтовая мара 1992 год. Красноголовый нырок.

Гнездится, начиная с первого или реже второго года жизни. В отличие от большинства других уток, окончательное образование пар происходит лишь в местах гнездовий (а не на зимних стоянках) — в марте или даже мае, хотя брачные игры самцов заметны ещё на пролёте. Нырки прилетают парами или небольшими группами, когда водоёмы освобождаются ото льда. В брачный период нередко несколько селезней крутятся вокруг одинокой самки, периодически со свистом запрокидывая голову на спину и затем резко выбрасывая её вперёд, при этом сильно раздувают шею. Другая демонстративная поза самца — максимально высоко поднятая голова, по возможности выше чем у соперников. Самка в этот период делает круги на воде с опущеным в воду клювом и иногда издаёт хриплые каркающие звуки. Иногда самцы сопровождают самку в воздухе. Кормовая и гнездовая территории не охраняются, однако селезень принимает угрожающие позы по отношению к противнику, если к утке слишком близко приближается другой селезень.
Как правило, гнездо расположено на сплавине, среди стоячих в воде злаков либо на берегу на расстоянии не более 10 м от воды. Обычно оно хорошо укрыто в заломах тростника, осоки, зарослях хвоща. На сухом месте делается небольшое углубление в тростниковом или рогозовом валежнике, которое затем выстилается пухом, выщипанным из груди утки. У готового гнезда с кладкой яиц всегда имеется рыхлый валик тёмного пуха по периметру. Диаметр гнезда 21—40 см, высота гнезда 9—30 см, диаметр лотка 15—19 см, глубина лотка 6—10 см. Гнездо на воде несколько напоминает наполовину плавучую постройку лысухи, закреплённую стеблями и корневищами водных растений — как правило, в таком гнезде толщина растительного покрова значительно выше. В особенно дождливые годы, когда сплавины размываются, а большая часть тростника уходит под воду, встречаются постройки на осоковых кочках среди болот и разливов либо между корней кустарника.
Откладывание в апреле или мае. В полной кладке обычно от 8 до 10 зеленовато-голубых яиц, впоследствии из-за помёта приобретающих грязно-оливковый оттенок. Размеры яиц: (50—69) х (40—45) мм. Встречаются и бо́льшие кладки, состоящие из яиц двух и более самок, а иногда нырки подбрасывают «подкидышей» в гнёзда других видов уток. Если кладка по какой-либо причине погибает, то утка откладывает заново в другом месте, однако уже меньшее количество яиц. Насиживает одна самка, начиная после откладки последнего яйца, в течение 23—26 дней. Самец никакого участия в дальнейшей судьбе потомства не принимает и к гнезду не подлетает, однако в первое время находится неподалёку и кормится вместе с партнёршей, а затем самцы сбиваются в небольшие однополые стаи. Покидая гнездо, утка прикрывает яйца пухом.
Птенцы появляются на свет в течение нескольких часов и, немного обсохнув, следуют за матерью на водоём. На большей части ареала появление первых выводков отмечено в середине июня. При вылуплении утята уже покрыты густым пухом (сверху буровато-оливковым, снизу жёлтым), и через 2—3 дня самостоятельно добывают себе корм, склёвывая насекомых и семена с поверхности водных растений и ныряя. Выводки, нередко объединённые, держатся недалеко от зарослей тростников, в которых при приближении опасности прячутся. Через 3 недели птенцы оперяются и становятся полностью самостоятельными, хотя на крыло становятся только в возрасте 50—55 дней. В первой половине августа большинство молодых птиц уже хорошо летает, после чего птицы объединяются в стаи и покидают гнездовья, переходя к кочевому образу жизни.

## Питание
Питается растительными и животными кормами, однако их соотношение может меняться в зависимости от времени года. Весной и осенью преобладает растительная пища — семена, корешки и вегетативные части трав и водных растений. Летом и зимой основу рациона составляют мелкие беспозвоночные (водные насекомые и их личинки, моллюски, ракообразные и черви), а также в меньшей степени земноводные и мелкая рыба. Около 30 % своего времени красноголовый нырок тратит на поиски корма — ныряет на глубину до 2,5 м, а также склёвывает пищу с поверхности водных растений.